# 皮利肯 (加利福尼亞州)
皮利肯（英語：Pilliken）是位於美國加利福尼亞州埃爾多拉多縣的一個非建制地區。該地的面積和人口皆未知。

## 地理
皮利肯的座標為38°41′11″N 120°21′16″W / 38.68639°N 120.35444°W，而該地的平均海拔高度為1100米（即5577英尺）。